# Motion
Motion, fra engelsk "bevægelse", er en betegnelse for fysiske aktiviteter et menneske eller dyr kan udøve, for at forbrænde kalorier. Den fysiske aktivitet giver en bedre sundhed, bedre kondition, et stærkere hjerte og gør generelt kroppen mere effektiv fysisk såvel som mentalt. Kombineret med madvaner er det en af de mest almindelige måder at undgå eller bekæmpe overvægt med. 
Motion kan være alt lige fra løb til fitness osv.
Studier foretaget på Københavns Universitet har vist, at fodbold er en af de bedste måder at dyrke motion på. Studierne viste, at fodbold som motionsform var en god all round-træning og en effektiv måde at træne alle kroppens største muskelgrupper og samtidig forbedre konditallet markant[kilde mangler].
Sundhedsstyrelsen anbefaler, at børn mellem 5 og 17 skal bevæge sig mindst en time om dagen.  To tredjedele af 730 undersøgte børn bevæger sig dog mindre end den anbefalede times motion om dagen, viser et studie fra Københavns Universitet.  Det skyldes ifølge studiet, at børn bruger for meget tid foran tv og computere. Ifølge Sundhedsstyrelsen har op mod 15 procent af de 10-12-årige danske børn et fysisk aktivitetsniveau, der er så lavt, at det påvirker deres fysiske udvikling og deres risikofaktormønster for kronisk sygdom i negativ retning. Det at bevæge sig/motionere betyder meget, ikke kun for vores udseende, men også dit mentale helbred. Vi forbrænder en masse kalorier ved at bevæge os.  

## Eksterne links
- Så lidt motion gør dig sund. Videnskab.dk

| Sport | Spire Denne artikel om sport er en spire som bør udbygges. Du er velkommen til at hjælpe Wikipedia ved at udvide den. |